# نيكلاس هالس
نيكلاس هالس (بالدنماركية: Nicklas Halse)‏ هو لاعب كرة قدم دنماركي في مركز الوسط، ولد في 3 مايو 1997 في الدنمارك في مملكة الدنمارك. شارك مع منتخب الدنمارك تحت 17 سنة لكرة القدم ومنتخب الدنمارك تحت 19 سنة لكرة القدم. أما مع النوادي، فقد لعب مع فيدوفري ونادي بروندبي.

## وصلات خارجية
- نيكلاس هالس على موقع قاعدة بيانات كرة القدم.إي يو (الإنجليزية)
- نيكلاس هالس على موقع Soccerbase.com (لاعب) (الإنجليزية)
- نيكلاس هالس على موقع Soccerway.com (الإنجليزية)